# Angerona siberica
Angerona siberica är en fjärilsart som beskrevs av Fuchs 1899. Angerona siberica ingår i släktet Angerona och familjen mätare. Inga underarter finns listade i Catalogue of Life.